# الكسندر مارنيش
الكسندر مارنيش (بالروسية: Маренич, Александр Игоревич)‏ (29 أبريل 1989 بزيرنوغراد في روسيا - ) هو لاعب كرة قدم روسي في مركز الهجوم. شارك مع منتخب روسيا تحت 17 سنة لكرة القدم ومنتخب روسيا تحت 21 سنة لكرة القدم. أما مع النوادي، فقد لعب مع سبارتاك فلاديكافكاز ولوكوموتيف موسكو ونادي روستوف أون دون ونادي روستوف وFC Druzhba Maykop ‏ وأف سي موسكو ونادي سبارتاك موسكو 2 لكرة القدم وأفانجارد كورسك ونادي أورال يكاترينبورغ.

## وصلات خارجية
- الكسندر مارنيش على موقع قاعدة بيانات كرة القدم.إي يو (الإنجليزية)
- الكسندر مارنيش على موقع Soccerway.com (الإنجليزية)
- الكسندر مارنيش على موقع عالم كرة القدم.نت (الإنجليزية)